# 马朗库尔拉蒙塔涅
马朗库尔拉蒙塔涅（法語：Malancourt-la-Montagne，法語發音：[malɑ̃kuʁ la mɔ̃taɲ]；洛林语：Molinco）是法国摩泽尔省的一个旧市镇。1811年-1894年间，马朗库尔拉蒙塔涅曾并入市镇蒙图瓦拉蒙塔涅。1974年1月1日，马朗库尔拉蒙塔涅并入市镇阿姆内维尔。其不与原阿姆内维尔接壤，因此其为阿姆内维尔的一个飞地。

## 地理
马朗库尔拉蒙塔涅（49°13'12.7"N, 6°3'35.4"E）面积4.25 平方千米，位于法国大東部大區摩泽尔省，该省份为法国东北部内陆省份，是洛林的一部分，西南接默尔特-摩泽尔省，东临下莱茵省，北与卢森堡和德国接壤。
马朗库尔拉蒙塔涅的时区为UTC+01:00、UTC+02:00（夏令时）。

## 行政
马朗库尔拉蒙塔涅的邮政编码为57360，INSEE市镇编码为57435。

## 人口
马朗库尔拉蒙塔涅于1968年时的人口数量为614人。